# Lego Atlantis
Lego Atlantis – seria klocków Lego produkowana od 2010 roku do 2011 roku.
Seria opowiada o drużynie nurków, którzy, schodząc pod wodę na pokładzie Neptuna (supernowoczesnej łodzi podwodnej) i walcząc z podwodnymi potworami, próbują znaleźć zaginione miasto – Atlantydę.

## Bohaterowie

### DrużynaAtlantyda
- Dr. Samantha Rhodes – jej pradziadek już próbował znaleźć Atlantydę, jednak mu się nie udało. Na początku nie należała do drużyny Atlantyda, więc zmusiła ją do współpracy podstępem.
- Dr. Jeff Fisher "Fish" – biolog, członek drużyny. Bardzo interesuje go podwodny świat.
- Ace Speedman – kapitan Neptuna.
- Lance Spears – pierwszy oficer, płetwonurek i ekspert od wszystkich rzeczy, które eksplodują.
- Axel Strom – technik drużyny.
- Bobby Buoy – rekrut drużyny, to jego pierwsza misja.

### Sprzymierzeńcy
- Brains – górnik z serii Power Miners, został zatrudniony do szukania skarbów na dnie morza. Po walkach ze skalnymi potworami ze zdziwieniem ogląda wojownika-rekina młota.
- Złoty Król – władca Atlantydy, został uwięziony przez potwory. Kapitan Ace rusza mu na ratunek.

### Wrogowie

#### Wojownicy
Wojownicy to dziwne istoty, pół ludzie, pół zwierzęta. Prawie wszyscy posiadają trójzęby Nic nie wiadomo o ich pochodzeniu, wiadomo jednak najważniejsze – bardzo nie lubią ludzi i strzegą Atlantydy.
Wojownicy I i II sezonu (2010):
- Wojownik Rekin – pół ludzie, pół rekiny, żarłoczni i okrutni, znani też jako Rekińce. Wolą gryźć niż kłuć trójzębem trzymanym w łapie. To obrońcy Zamku Rekinów.
- Wojownik Manta – daleki krewny nieszkodliwych płaszczek, znany też jako Mantacz, nieufny, ale ciekawski. Także woli gryźć, niż walczyć trójzębem. Ci wojownicy strzegli zielonego klucza do Atlantydy.
- Wojownik Kałamarzec – to strażnicy Świątyni Kałamarnicy, podobni do ośmiornic, gdy się przestraszą, plują atramentem.
- Imperialista – strzeże portalu do Atlantydy, wraz z kamiennymi rekinami.

Wojownicy III sezonu (I poł. 2011):
- Barrakolud – człowiek-barakuda, jego ,,pupilkiem" jest Ryba Głębinowa.
- Wojownik Rekin-młot – pół człowiek, pół rekin młot. Jedyny oprócz Imperialisty nie ma strażnika do pomocy.
- Wojownik Homar – pół człowiek, pół homar. Jest przywódcą wszystkich wojowników w Atlantydzie (czyli III sezonu) i jako jedyny wojownik nie ma trójzęba.

#### Potwory-strażnicy
Te potwory to zwierzęta, które strzegą kluczy do Atlantydy. Zwykle mają analogicznych wojowników do pomocy.
Strażnicy I i II sezonu:
- Rekin Strażnik – znany też jako Strażnik Głębin, ogromny rekin kosogon, pilnujący czerwonego klucza do Atlantydy. Nurkowie pokonali go, dając mu do zjedzenia torpedę przebraną za nurka.
- Kałamarnica Strażniczka – największy potwór-strażnik. Pilnowała Świątyni Kałamarnicy i niebieskiego klucza do Atlantydy. Nurkowie pokonali ją, zaplątując jej macki.
- Skorpion Strażnik – najstraszliwszy ze wszystkich, posiada podwójny kolec jadowy i szczypce. Odebrał nurkom zielony klucz Manty, który z takim trudem musieli wyrwać jadowitej płaszczce.
- Żółw Strażnik – ogromny monstrualny żółw z kolczastą skorupą i wielkimi pazurami, strzegący żółtego klucza do Atlantydy. Jest tak stary, że pamięta czasy dinozaurów i jest bardzo mądry. Tylko Axel na swojej superszybkiej łodzi ma szansę go pokonać.

Powyższym potworom pomagają pomniejsze bestie:
- Płaszczka – współpracowała z Mantaczami, pilnowała zielonego klucza do Atlantydy. Nurkowie jednak odebrali Płaszczce i Mantaczom klucz.
- Murena – bardzo szybka i złośliwa, niełatwo wyrwać jej klucz. Walczy z nią Lance W Transformerze.
- Krab Strażnik – pierwszy potwór-strażnik, który zaatakował Neptuna. Strzegł pomarańczowego klucza do Atlantydy. Jego atak wyrządza poważne szkody, jednak kapitan Ace Speedman pokonał go, zamykając w klatce.

Strażnicy III sezonu:
- Ryba Żabnica – wielka żabnica, współpracuje z Barrakoludem.
- Homar – mniejszy od Ryby Żabnicy, ale dość wielki jak na homara. Zamieszkuje Świątynię w Atlantydzie.

## Maszyny
Łodzie podwodne:
- Transportowiec Neptun – największa i główna łódź podwodna, jest w niej miejsce na wiele osób. Posiada wielki silnik, dwie śruby i wyrzutnię torped.
- Łódź Podwodna Tajfun – potężna łódź z wielkimi turbinami. To od nich wzięła się jej nazwa. Tajfun jest uzbrojona w torpedy oraz wyrzutnię rakiet.
- Odkrywca Dna Morskiego – maszyna z wielkimi szczypcami oraz gigantyczną piłą tarczową, stworzona do penetrowania dna.
- Łódź Axela – najszybsza łódź, uzbrojona w torpedy i posiadająca wielką śrubę, dzięki której jest szybsza od innych.

Skutery:
- Niszczyciel – tą łodzią pływa kapitan Ace Speedman. Posiada wielkie turbiny, oraz jest uzbrojona w wyrzutnie harpunów.
- Podwodny odrzutowiec – bardzo szybki skuter z mechanicznym ramieniem z przodu.
- Łódź zwiadowcza – jest to część Neptuna, która może się odłączyć od reszty. Jest uzbrojona w wyrzutnię sieci na wielkie kraby.

Maszyny badawcze:
- Podwodny łazik – pojazd jeżdżący po dnie z wielkimi kołami. Nie jest uzbrojony, więc musi go chronić Neptun.
- Maszyna zbierająca – pływa nią Lance, ma śrubę i dwa mechaniczne ramiona z przodu. Jest stworzona do zbierania skarbów z dna morza. W ogóle nie jest uzbrojona i jeśli zaatakuje ją potwór, to jedyną nadzieją jest ucieczka.
- Transformer – robot powstały z kilku innych maszyn, w zestawie specjalnym walczy z mureną.